# Barraca de cala Pelosa
Barraca de cala Pelosa és una construcció popular del municipi de Roses (Alt Empordà) protegida com a bé cultural d'interès local.

## Descripció
Barraca o botiga comunal dels pescadors de Roses, vora la platja de Cala Pelosa.
L'edifici és de planta baixa amb teulada d'un sol vessant, planta rectangular i un cos sobresortint a Nord-oest. L'interior no és compartimentat.
L'entrada és a migdia i els murs, fets de rebles i morter, són arrebossats i emblanquinats de dins i de fora. A dins hi ha dues llars, la cuina i els pedrissos. S'ha arreglat el paviment i altres elements i a l'exterior del mur de ponent s'ha col·locat una figura de sant Pere.
L'entorn és també agençat, amb ombreres, bancs i taules fetes amb moles. S'han plantat arbres, principalment tamarius, i l'esplanada propera a la platja s'ha arreglat.
A uns 30 m a ponent del refugi hi ha un pou comunal. És cilíndric, molt estret, fet amb rebles i morter. El brocal s'eleva amb una coberta de quart d'esfera. Aquesta part ha estat refeta modernament i emblanquinada. L'aigua del pou és potable.

## Història
Ja existia al segle xvii segons es desprèn de la documentació relativa als llargs plets que hi hagué pels drets de pescar, amb arts, encesa i altres arreus, en aquesta cala i la propera de Jòncols entre les Universitats de les viles de Roses i de Cadaqués.
Entre les raons dels de Roses hi havia el fet d'haver bastit la torre de guaita de Norfeu, aleshores ja derruïda (1672-1673): …resulta que en lo Capdenofeu entra la cala de Ioncols y la Pelosa está constrhuida una Torra pera guarda de ditas calas… consta que dita torra fou construhida y fabricada en lo Capdenofeu… per los particulars, Y Universitat de Roses…
Els de Cadaqués, entre les seves raons deien que: … ditas calas son mes cerca de Cadaques que de roses, y que en ellas hi ha botigas de pescadors de Cadaqués….
Hi hagué sentències amb intents de solucionar el problema i, el maig de 1674 un ajust de caràcter salomònic. La sentència definitiva donà raó als de Roses i posà el límit a la riera de Jòncols, que ha perdurat.
Actualment, les botigues comunals ja pràcticament no serveixen per als afers de la pesca. Tanmateix, els pescadors de Roses en tenen cura i han arranjat la barraca de la pelosa i l'entorn per a passar dies de lleure. Als darrers anys del franquisme es va haver de lluitar contra els intents de privatitzar aquests edificis i espais comunals.